# Westfaals voetbalkampioenschap 1917/18
In 1917/18 werd het zevende Westfaals voetbalkampioenschap gespeeld, dat georganiseerd werd door de West-Duitse voetbalbond. Niet alle eindstanden zijn nog bekend. Er was geen verdere eindronde meer.

## Kreisliga

### Ravensberg-Lippe
| Plaats | Club                        | Wed. | W | G | V | Saldo | Ptn. |
| ------ | --------------------------- | ---- | - | - | - | ----- | ---- |
| 1.     | Mindener SC 1905            | 8    |   |   |   | 18:9  | 12:4 |
| 2.     | 1. FC Arminia Bielefeld     | 8    |   |   |   | 20:10 | 11:5 |
| 3.     | Bielefelder SC Eintracht 07 | 8    |   |   |   | 13:17 | 7:9  |
| 4.     | VfB 1903 Bielefeld          | 8    |   |   |   | 8:12  | 5:11 |
| 5.     | SV Teutonia Bielefeld       | 8    |   |   |   | 12:23 | 5:11 |

|  | Groepswinnaar |

### Hamm
De eindstand is niet meer bekend, enkel dat BV Heeren-Werve kampioen werd. 